# Alberto Marvelli
Alberto Marvelli (Ferrara, 21 marzo 1918 – Rimini, 5 ottobre 1946) è stato un ingegnere e politico italiano, beatificato nel 2004 da papa Giovanni Paolo II.

## Biografia
Secondo di sette fratelli, si trasferì con la famiglia a Rimini nel 1931. Studiò al liceo classico della città; durante la giovinezza fece parte dell'Azione Cattolica e frequentò l'oratorio salesiano. Proseguì l'esperienza di apostolato cattolico all'università con la Federazione Universitaria Cattolica Italiana.
Nel 1941 si laureò in ingegneria meccanica all'Università di Bologna, poi iniziò a lavorare alla Fiat, a Torino. Nel capoluogo piemontese avviò diverse iniziative: conferenze, pellegrinaggi, visite ai poveri con la Conferenza di San Vincenzo.
Durante la seconda guerra mondiale fu di stanza a Treviso, dove contribuì all'organizzazione dei soccorsi e delle opere di carità. Rientrato a Rimini (la città fu liberata il 23 settembre 1944) riuscì a salvare molti giovani dalla deportazione procurando documenti falsi e lasciapassare, giungendo anche ad aprire vagoni già piombati in partenza dalla stazione di Santarcangelo (non ancora liberata). A Rimini si occupò delle opere di ricostruzione.
Entrò nella prima giunta costituita dal locale Comitato di Liberazione come assessore ai Lavori Pubblici. Fu eletto capo della sezione autonoma del Genio civile e presidente del Consorzio idraulico. Ebbe il ruolo delicato di presiedere la commissione che distribuiva gli alloggi agli sfollati. Fu eletto consigliere comunale alle prime elezioni libere. Quando a Rimini rinacquero i partiti, si iscrisse alla Democrazia Cristiana.
Nel 1945 entrò a far parte della "Società Operaia" fondata da Luigi Gedda. Fu presidente dei Laureati Cattolici, vicepresidente dei Giovani di Azione Cattolica (diocesi di Rimini) e membro delle Conferenze di San Vincenzo. Costituì una cooperativa di lavoratori edili, la prima cooperativa "bianca" nel suo territorio.
Morì il 5 ottobre 1946, a 28 anni, vittima di un incidente stradale.

## Culto
Il 1º marzo 1968 fu avviata la causa di beatificazione e la sua salma traslata dal cimitero nella Chiesa di Sant'Agostino a Rimini.
Nel 1986 Papa Giovanni Paolo II lo dichiarò Venerabile. Fu beatificato il 5 settembre 2004, durante l'incontro nazionale dell'Azione Cattolica a Loreto.